# دژ محمدعلی خان
دژ محمدعلی خان چهارلنگ بختیاری ‌در شهرستان دزفول بخش سردشت خوزستان یکی از جاذبه‌هایی است که در  فاصله ٢۵ کیلومتری شمال شهر سردشت و ۶۵ کیلومتری شمال دزفول خوزستان قرار دارد. قله آن با ارتفاع ۱۵۵۰ متر به موازات کوه هفت تنان و شانه به شانه آن می‌باشد.
دژمحمدعلی خان (ممصالح چهارلنگ) یا دژ سردشت در سال ۱۲۳۲ هجری شمسی مقر مربوط به مبارزات محمدعلی خان (اول) محمودصالح چهارلنگ بختیاری(پدربزرگ شیر علیمردان خان بختیاری و محمدعلی خان دوم) علیه ظلم‌های خانلرمیرزا احتشام الدوله حاکم لرستان و خوزستان و پسرش ابراهیم‌میرزا در حکومت قاجار بود. نام گذاری این دژ به نام دژ محمدعلی خان نیز به همین بخاطر است. در کتب تاریخی نیز با نام های دز استوار، دز، مندزون یا دژ محمدعلی خان از این قلعه مستحکم یاد کرده اند. ضمنا این دژ فقط یک راه ورود و خروج دارد.
(منبع: دستنوشته‌ی خانلرمیرزا (حاکم دوره قاجار) در مرکز اسناد و کتابخانه ملی ایران)
توپولوژی خاص این قلعه و مجموعه آبشارهای آن باعث شده که همه ساله در فصل زمستان و بهار، دژ سردشت پذیرای گردشگران و تورهای بسیاری از سراسر کشور باشد. راه دسترسی به این دژ از استان خوزستان و شمال شهرستان دزفول به سمت شهر سردشت، روستای لب سفید و سپس روستای ابوالحسن است.